# جيمس ريد
جيمس ريد (بالإنجليزية: James Reid)‏ (28 فبراير 1990 بنوتنغهام في المملكة المتحدة - ) هو لاعب كرة قدم بريطاني في مركز الوسط. شارك مع منتخب إنجلترا تحت 17 سنة لكرة القدم ومنتخب إنجلترا تحت 18 سنة لكرة القدم ومنتخب إنجلترا تحت 19 سنة لكرة القدم. أما مع النوادي، فقد لعب مع روشدين ودايموندز ونوتينغهام فورست وIlkeston F.C. ‏ وتيلفورد يونايتد ولينكولن سيتي أف سي وهنكلي يونايتد ‏.

## وصلات خارجية
- جيمس ريد على موقع قاعدة بيانات كرة القدم.إي يو (الإنجليزية)
- جيمس ريد على موقع Soccerbase.com (لاعب) (الإنجليزية)